# کونوهامارو ساروتوبی
کونوهامارو ساروتوبی (به ژاپنی: 猿飛木ノ葉丸) یک شخصیت خیالی در مجموعه مانگا و انیمهٔ ناروتو اثر ماساشی کیشیموتو است. او در سری سوم، بوروتو: ناروتو نسل‌های بعدی، به عنوان مربی ظاهر می‌شود و رهبری تیم 3 که طبق یک درخواست رسمی به تیم 7 تغییر یافت که شامل شخصیت‌های کلیدی این سری، یعنی بوروتو اوزوماکی، سارادا اوچیها و میتسوکی هستند را بر عهده دارد.
کونوهامارو ساراتوبی آرزو دارد هوکاگه شود و ناروتو را استاد خود می‌داند او در سن 8 سالگی پدر بزرگش را از دست می‌دهد
و در سری دوم (ناروتو شیپودن) تبديل به یک گنین شده است
وی تکنیک راسنگان را از ناروتو ازوماکی یاد می‌گیرد و بسیاری تکنیک دیگر از ناروتو یاد می‌گیرد
او در زمان جنگ جهانی چهارم نینجای از دهکده در برابر دزد ها و راهزن ها محافظت می‌کند (همراه گنین های دیگر) 
کونوهامارو با تکنیک راسنگان خود یک پین را شکست می‌دهد و جان استاد خود را نجات میدهد